# 滴水湖 (上海)

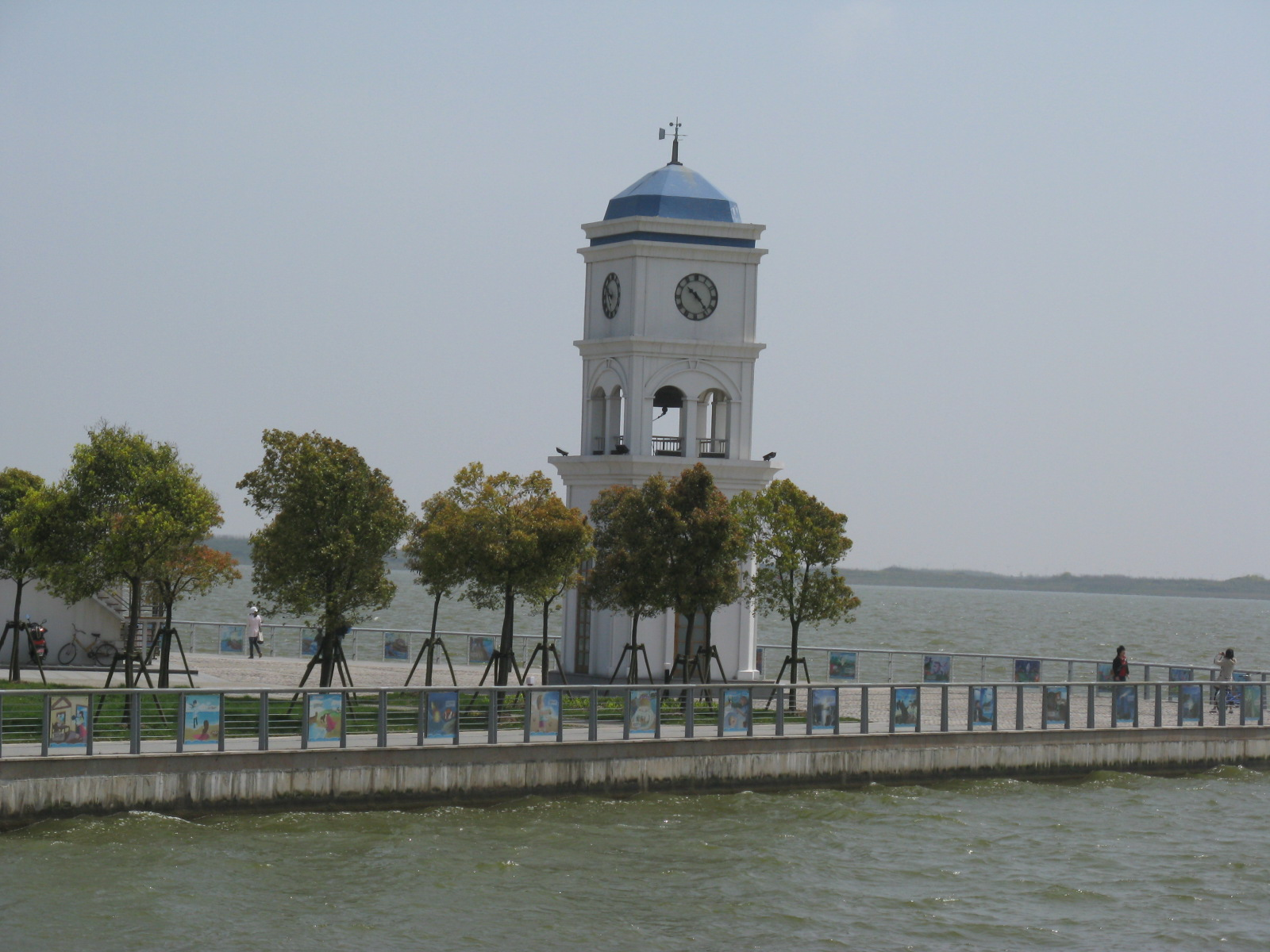
滴水湖畔

滴水湖，又名芦潮湖，是中国上海市浦东新区的一个人工湖，位于南汇新城中心，形状近似正圆形，直径2.6公里，面积为5.66平方公里，蓄水量约1700万立方米，平均水深3.7米，最深处达6.2米。滴水湖一头以引水河联通大治河获取水源，另一头通过水闸贯通东海，但由于滴水湖水系自然流动缓慢，湖水具有一定的盐度。

## 历史
滴水湖是在长江口与杭州湾交汇处的南汇嘴附近海域围垦的滩涂沼泽地上，通过填海造陆开挖的人工湖，由上海市属企业上海港城开发（集团）有限公司投资兴建，设计理念来源于德国GMP建筑事务所对海港新城（今南汇新城）的总体规划方案，“一滴来自天上的水滴落入大海，泛起层层涟漪，水滴落入处形成湖面”，故命名为“滴水湖”。滴水湖于2002年6月26日施工开挖，2003年10月6日全面竣工，历时15个月，累计开挖土方超过1780万立方米。2003年10月18日，滴水湖正式开闸引水。2007年9月，包括沿岸景观、水系建设在内的工程整体完工。
2009年，滴水湖入选水利部第九批国家水利风景区。2021年，滴水湖获“建有环湖景观桥数量最多的人工湖”“最长的蓝色透水沥青慢跑道”两项基尼斯世界纪录。

## 景观
滴水湖周边有7条放射状的河流与之相连，考虑到当地有将河称为“港”的习俗，分别命名为赤风港、橙和港、黄日港、绿丽港、青祥港、蓝云港和紫飞港，每条河都建有一座景观桥，分别为赤黾桥、橙卉桥、黄篓桥、绿荷桥、青缎桥、蓝藻桥、紫浪桥。此外，春涟河、夏涟河、秋涟河、冬涟河四条环状河道以滴水湖为圆心环绕贯通其中。
滴水湖中心树有2007年建成的巨型不锈钢雕塑，雕塑主体由八个银色椭圆圆环组成，象征来自四面八方的汇聚交流，是滴水湖的标志性建筑物，滴水湖设有长达8公里、宽约80米的环湖风景带，沿湖还有三座岛屿，其中北岛占地约23.5万平方米，是面积最大的岛屿，被称为“娱乐之岛”，定位为户外观光、休闲用途。西岛是上海中银金融中心所在地，建筑主体为两座高200米的双子塔楼，是南汇新城的最高建筑物。南岛占地14万平方米，岛上拥有10万平方米的绿地及苏州园林风格景观，并设有中国名家主题雕塑园以及洲际酒店集团旗下的上海滴水湖洲际酒店。
滴水湖附近还设有上海天文馆、中国航海博物馆、南汇嘴观海公园等文化游乐设施。

## 交通

### 地铁
滴水湖接近上海地铁16号线的滴水湖站，可乘坐地铁进入市区。其中在特定时间有大站车和直达车。

### 公交

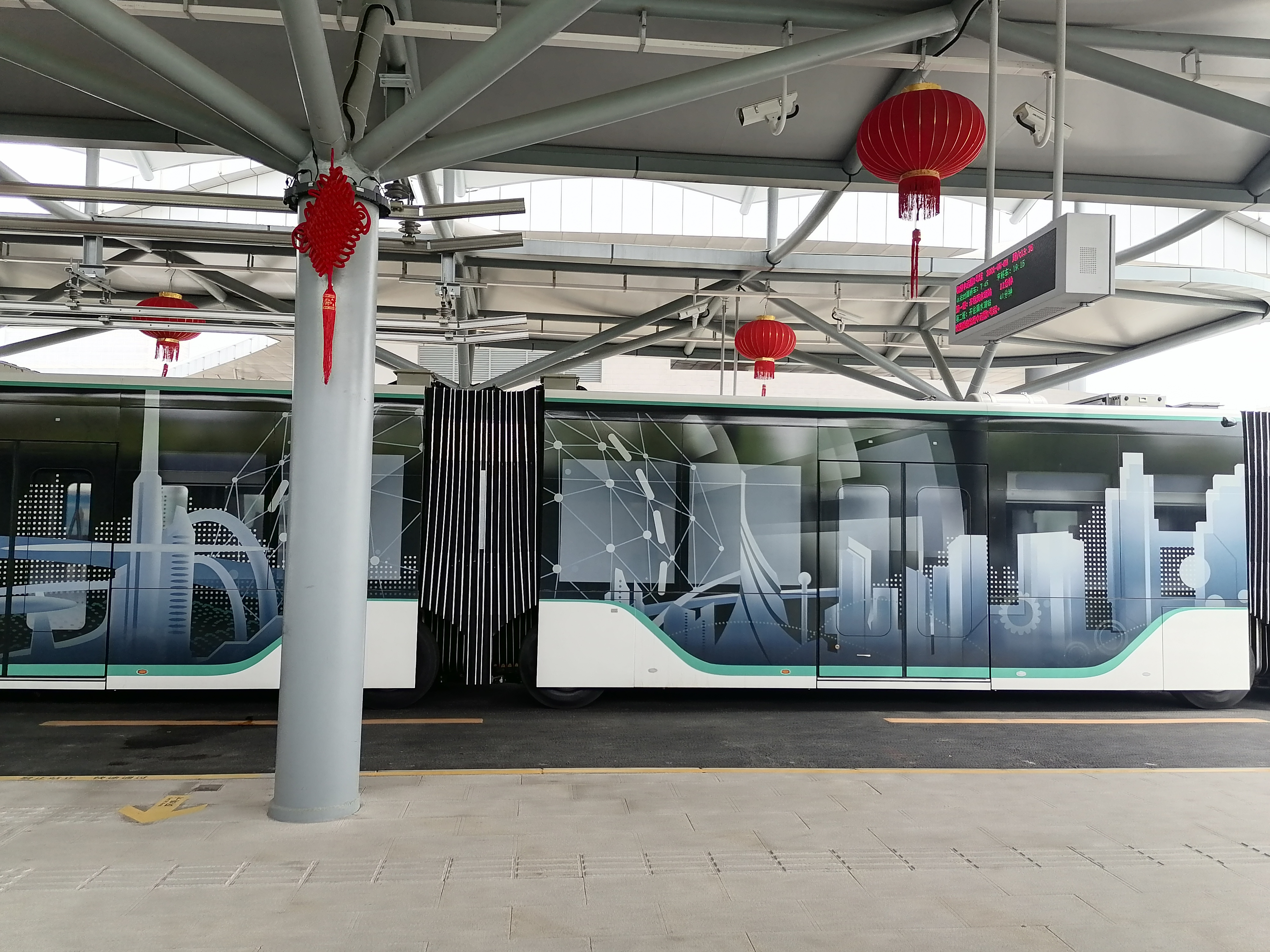
停靠在滴水湖地铁站公交站的中运量列车

滴水湖附近有“滴水湖地铁站”公交站，以及于2021年6月30日正式开通运营的临港中运量1号线和2022年10月28日正式开通运营的临港中运量2号线。